# Попивода, Блажо
Блажо Маркович Попивода (серб. Блажо Марка Попивода; 1911, Лешев-Стуб — 17 октября 1944, Белград) — югославский военный, капитан Народно-освободительной армии Югославии, Народный герой Югославии.

## Биография
Родился в 1911 году в деревне Лешев-Стуб. Отец, Марко Попивода, участник Балканской войны, был тяжело ранен в битве при Тарабоше в 1912 году и скончался в госпитале Цетинье (Блажо не помнил своего отца). Блажо окончил школу в деревне Белицы, до войны работал в поле (средств на обучение у него не было). Одним из его лучших друзей был Крсто Попивода, известный деятель Коммунистической партии Югославии, по совету которого Блажо вступил в 1935 году в КПЮ. В составе группы Катуняна участвовал в демонстрациях в Белварде в 1936 году.
После вторжения немцев в Югославию и её оккупации Блажо занялся подготовкой антифашистского восстания. 13 июля 1941 в день черногорского восстания принял крещение в боях за Чево. Вместе с Ловченским батальоном участвовал в битве за Плевлю 1 декабря 1941, через 20 дней был принят в состав 1-й пролетарской ударной бригады. В апреле 1942 года в Фоче Блажо принял лично из рук Иосипа Броза Тито знамя 1-го ловченского батальона 1-й пролетарской ударной бригады. Участвовал во всех боях бригады, особенно проявил себя на Крчиной горе, когда с бригадой наголову разбил объединённые силы итальянцев и четников.
Блажо во время войны окончил партийно-политическую школу в Яйце. После школы некоторое время занимал должность политрука новой бригады, однако для повышения навыков был отправлен в 1-ю пролетарскую бригаду, заняв должность политрука 1-го батальона. Дослужился до звания капитана НОАЮ.
17 октября 1944 вместе с заместителем командира 1-го батальона, Душаном Милутиновичем, погиб в бою за освобождение Белграда. Похоронен на Кладбище освободителей Белграда. Указом Иосипа Броза Тито от 10 июля 1953 посмертно награждён званием Народного героя Югославии.